# IC 639
IC 639 ist eine Spiralgalaxie vom Hubble-Typ Sb im Sternbild Löwe auf der Ekliptik. Sie ist schätzungsweise 288 Millionen Lichtjahre von der Milchstraße entfernt.
Das Objekt wurde am 12. April 1888 vom US-amerikanischen Astronomen Lewis Swift entdeckt.